# Wim Rustenburg
Wim Rustenburg (1906-1976) was een Nederlands dammer die in 1931 Nederlands kampioen dammen werd. Rustenburg was nationaal grootmeester. Van beroep was Rustenburg, net als zijn vader Bernard Rustenburg, kapper.

## Nederlands kampioenschap
Rustenburg deed 13 keer mee aan het Nederlands kampioenschap. Hij behaalde eenmaal, in 1931, de eerste plaats. De volledige resultaten van Rustenburg tijdens het Nederlands kampioenschap:
- NK 1929 - vierde met 11 punten uit 11 wedstrijden.
- NK 1930 - gedeelde zesde plaats met 9 punten uit 10 wedstrijden.
- NK 1931 - eerste plaats met 12 punten uit 9 wedstrijden, voor Freek Raman die tweede eindigde.
- NK 1932 - gedeelde vijfde plaats met 6 punten uit 7 wedstrijden.
- NK 1933 - gedeelde vijfde plaats met 9 punten uit 9 wedstrijden.
- NK 1934 - derde plaats met 11 punten uit 9 wedstrijden.
- NK 1935 - gedeelde tweede plaats met 12 punten uit 9 wedstrijden.
- NK 1936 - gedeelde eerste plaats met 16 punten uit 11 wedstrijden. In een herkamp won Reinier Cornelis Keller met eens score van 5-1.
- NK 1937 - derde plaats met 13 punten uit 11 wedstrijden.
- NK 1938 - gedeelde vijfde plaats met 11 punten uit 11 wedstrijden.
- NK 1939 - negende plaats met 9 punten uit 11 wedstrijden.
- NK 1940 - gedeelde tweede plaats met 15 punten uit 11 wedstrijden.
- NK 1950 - negende plaats met 9 punten uit 11 wedstrijden.

## Wereldkampioenschap
Rustenburg deed eenmaal mee aan het toernooi om de wereldtitel, in 1928.
- WK 1928 - samen met Marcel Bonnard en Marius Fabre eindigde Rustenburg op een gedeelde vierde plaats met 25 punten uit 22 wedstrijden.